# Avashyaka
Les Avashyakas (IAST āvaśyaka) sont les devoirs rituels quotidiens du jaïnisme, suivis à la lettre par les moines-ascètes et fortement conseillés aux laïcs. Leur description vient du Mula Sutra, un ensemble de textes regroupant les lois primordiales de cette religion. L'Avashyaka Sutra en est une partie ; en son sein, les devoirs quotidiens sont expliqués, à savoir l'équilibre par la méditation (samayika), les chants de louanges envers les Tirthankaras (les Maîtres éveillés), la pénitence, le culte des anciens ascètes, le détachement du corps, la restriction du confort et de nourriture.